# Dolmen de Galuert
El Dolmen de Galuert és un dolmen de la comuna de Llauró, de la comarca del Rosselló, a la Catalunya del Nord. Està situat en un lloc prominent de la Serra de Galuert, situada a prop del límit meridional del terme de Llauró, també al sud del poble cap de la comuna i del Casot del Duc, a prop al sud-oest de la Musilla, una petita urbanització de mitja dotzena de cases.